# ERIホールディングス
ERIホールディングス株式会社は日本の企業。東京証券取引所スタンダード市場に上場。設立は1999年。持株会社制をとっており、子会社の日本ERI株式会社（にほんイーアールアイ）が建築確認・検査機関として営業する企業である。

## 沿革
- 1999年11月 - 都市計画家の鈴木崇英によって、日本イーアールアイ株式会社設立。
- 2003年11月 - 現在の社名に変更。
- 2004年11月 - 株式を店頭公開（現在のJASDAQ）。
- 2012年5月 - 東京証券取引所第二部に上場。
- 2013年5月 - 東京証券取引所第一部に指定替え。
- 2013年12月 - 単独株式移転により持株会社のERIホールディングス株式会社を設立。日本ERI株式会社に代わりERIホールディングス株式会社が東京証券取引所第一部に上場。

## 構造計算書偽造問題
2005年11月に発覚した構造計算書偽装問題に関連して、そのうちのひとつで耐震強度が60%しかないと発表された名古屋市中区の分譲マンション「アップルパレス丸の内」について、2004年7月に建築確認をしたことが判明した。当初、この問題に日本ERIが関与しているとの証言があり、社長が顧問弁護士とともに記者会見を開く。その席上、鈴木崇英社長は、その証言は競合する日本ERIを貶めるためのもので、事件には無関係であるという趣旨の発言をしている。しかし、後に国会に参考人招致された時には、その証言者の言った通りのやり取りがあったことを認めており、国会議員から、この問題を「競合他社を貶めるためという、経済上の問題と捉えているのか」と問題の本質の取り違えを指摘される。また、偽装を見抜けなかった原因を「建築の専門家である建築士が間違えると思う筈もなく」と答え、議員から「それじゃトンネルだろ」とヤジを浴びせられる。
- 偽造事件と認定されてはいないが、同時期の構造計算の調査により設計不備による耐震強度不足のマンションの建築確認をしたことが判明し[3] 、2009年8月に設計事務所とともにマンション住民から損害賠償請求訴訟を起こされた[4]。
- また、2006年に広島市西区で、『エナプラン』の建築計画の元、前田建設工業と河井建設工業の共同企業体（JV）が施工し着工した、同市内の医療法人『ワカサ会』が運営の介護老人保健施設について、建築計画の不備（通常使用に耐える強度が不足していたのみならず、耐震強度も不足していた）の状態で建築確認を行っていたことが2010年6月に判明し、広島市は建築確認を取り消している[5]。